# اللص الدولي (فلم)
اللص الدولي هو فيلم جريمة تم إنتاجه في الهند وصدر في سنة 1979. من بطولة أميتاب باتشان وزينات أمان وقامت الراقصة المصرية لوسي (ممثلة) بأداء دور راقصة بمشهد رقص في شارع الهرم.

## وصلات خارجية
- مقالات تستعمل روابط فنية بلا صلة مع ويكي بيانات